# SIKON UNIFIL 3
SIKON UNIFIL 3 je naziv za kontigent Slovenske vojske, ki je sodeloval v mirovni operaciji Organizacije združenih narodov - UNIFIL.
Kontingent je deloval iz libanonskih vojaških baz Tibnin in Shama, pri čemer je opravljal izvidniške naloge.

## Organizacija
Vodstvo
- poveljnik kontigenta: major Slavko Harc
- poveljnik izvidniškega oddelka: višji vodnik Gregor Žlebir

Sestava
- 3 štabni častniki (Tibnin)
- izvidniški oddelek (Shama)
- 3 pripadniki nacionalnega podpornega elementa (Shama)

Oprema
- 3x Humvee